# Désintoxication numérique

Pictogramme évoquant une zone no phone (sans smartphone), l'un des moyens de prévenir ou limiter la dépendance au smartphone.

La désintoxication numérique (digital detox en anglais) se réfère à une période de temps pendant laquelle une personne s'abstient de se connecter aux plates-formes de réseaux sociaux et/ou d'utiliser tout dispositif de connexion électronique tel que les smartphones, tablettes, ordinateurs, fitbits, montres connectées, etc. Cela peut prendre la forme d'une cure de désintoxication (jeûne numérique ; diète digitale ; sevrage numérique) et/ou d'une démarche sur le temps long, effectuée seul ou en groupe, à l'école, au travail ou dans d'autres instances, éventuellement avec l'assistance d'un(e) psychologue et/ou psychiatre spécialisé(e) dans le traitement des addictions.
La notion de désintoxication numérique présuppose que c'est ici l'excès, en partie au moins subi, de l'utilisation d'Internet et des nouvelles technologies, qui est concerné. L'utilisation du numérique n'est pas en soi toxique ou pathologique. Vallerand et ses collègues en 2003 insistent sur la distinction entre la « passion obsessive » et la « passion harmonieuse ». L'addiction au numérique est une « addiction comportementale », dite « addiction sans produit », induite par une activité ou un comportement, et non par la consommation d'une substance chimique addictive. Elle entre donc dans le champ des thérapies comportementales.
C'est un moyen de retrouver du temps pour soi ou pour des interactions sociales plus « vraies » dans le monde physique, de mieux profiter de la vie, avec une approche moins centrée sur l'image de soi et plus ouverte aux personnes et à notre environnement proche, en conscience, avec moins d'anxiété,. À titre d'exemple, en Inde, selon une enquête (Deloitte[réf. nécessaire]), en 2015, environ 59 % des utilisateurs de smartphones consultaient une plateforme de médias sociaux dans les cinq minutes précédant le coucher et dans les 30 minutes suivant leur réveil.
Les démarches de désintoxication numérique sont en pleine expansion[réf. nécessaire].

## Aspects historiques
Les craintes liées au temps d'écran passé devant les médias numériques, à la dépendance à Internet et à la dépendance aux réseaux sociaux, prennent notamment racine dans un discours antérieur de résistance médiatique, selon Trine Syvertsen (no), professeur de sociologie des médias[Où ?]. 
Une dépendance à la télévision existe depuis les années 1960 (cf. concept de drogue-télé, par exemple évoquée en 1993 par D. Boullier, professeur de sociologie à Science-Po), (dès l'enfance, souvent) et certains parlaient déjà de briser les chaînes de l'addiction à la télé et d'un monde de l'« après-télévision »...[Quoi ?] 
Mais dans ce qu'Olivier Mongin appelait en 2004 « la société des écrans », Internet, l'arrivée des jeux vidéo, puis du Web2.0 (l'interactif) ont largement exacerbé le caractère addictif qui était celui du « petit écran », chez les jeunes notamment. L'addiction à l'internet est devenue massive, et prise en compte par les médecins et psychologues comme une pathologie émergente, aux symptômes propres, nécessitant des réponses cliniques adaptées et dont les conséquences psychosociales et sanitaires doivent être mieux étudiées et prises en compte.
Si l'on remonte plus loin dans le temps, l'émergence d'un nouveau média associé à une nouvelle technologie et/ou un nouveau support (tel que l'écriture dont l'invention marque le début de l'Antiquité, l'imprimerie qui en Occident marque la fin du Moyen Âge au XVe siècle, les romans populaires au XVIIIe siècle, radio et bande dessinée au XIXe siècle, cinéma, télévision, jeu vidéo et médias numériques au XXe siècle...) s'est à chaque fois accompagnée d'une résistance médiatique de la part de personnes parfois conservatrices, moralistes, pessimistes ou technophobes, notamment quand elles justifient leur discours par une qualité supposée médiocre ou moins morale du contenu de ces médias (source d'appauvrissement intellectuel, d'oisiveté...), sur leur impact sur la socialisation, sur la santé physique et mentale des personnes qui en font un usage intensif, et sur la possible menace pour la démocratie par la manipulation des médias (en),.
La dépendance au monde numérique que certains acteurs en concurrence les uns avec les autres (GAFAM, publicitaires et divers lobbies industriels, commerciaux, politiques ou religieux, notamment) cherchent à rendre de plus en plus addictive, est une source croissante d'anxiété et de dépression.
En 2020, D. Bulliard et J. Durand Folco estimaient déjà que le besoin de désintoxication numérique allait croissant, mais depuis l'explosion de l'intelligence artificielle a bouleversé la relation au numérique. Les démarches de désintoxication numérique sont en pleine expansion. Elles sont l'une des réactions à la surcharge informationnelle, actuelle et à venir, liée à la conjonction de la multiplication des nouveaux médias numériques, des appareils de connexion numérique et objets connectés. Les smartphones, les ordinateurs portables et les tablettes, sont combinés avec l'augmentation à l'accès de l'Internet sans fil, et avec l'accélération des débits (5G, etc.) qui fait que les utilisateurs de ces technologies sont constamment sollicités et connectés à l'univers numérique. La connectivité constante en ligne génère une dépendance et peut avoir des impacts très négatifs sur l'expérience des utilisateurs, d'où un souhait croissant de s'extraire temporairement de cette relation devenue toxique au numérique.

## Motivations
Les motivations de la désintoxication numérique sont nombreuses,,. Il peut s'agir d'une réponse émotionnelle et/ou plus ou moins rationnelle aux effets de la dépendance ou à un sentiment de servitude volontaire (même quand le droit à la déconnexion existe, théoriquement ou réellement). C'est une réponse, d'individus ou de groupes, face aux outils, fonctions et contenus numériques, quand ces derniers deviennent une contrainte et une source constante de distraction, qu'ils envahissent trop le temps, les lieux de vie et la psyché, devenant alors source d'insatisfaction, de frustration, de déception et parfois de profonde dépression, voire de suicide. Parmi les motivations souvent citées, on trouve :
- une volonté de s'extraire de la dépendance à Internet, par exemple quand celle-ci interfère négativement avec le travail, les relations, la santé mentale et physique ou avec les  finances d'un personne ; un sous-ensemble de la désintoxication numérique est la désintoxication des médias sociaux[28] ;
- l'objectif de réduire le techno stress, l'anxiété, la fatigue, le syndrome FOMO (la peur d'éventuellement rater une information, une photo, un mail, une vidéo ou un événement en ligne potentiellement intéressants, qui conduit à un besoin permanent, compulsif et obsédant de se connecter ; et à un isolement social) et d'autres symptômes résultant de l'exposition à un flux continu et/ou difficile à contrôler d'images[29] et d'informations, ainsi qu'à une incitation à l'engagement permanent de l'utilisateur sans cesse poussé à surutiliser les outils et réseaux numériques[30] ; cette surutilisation induit en effet des troubles de l'attention, de l'humeur et de la socialisation, des fatigues oculaires, des troubles de la posture, de la vision et parfois de l'audition, un risque accru de migraines, de la mémoire et de la cognition ; et elle dégrade le sommeil et la récupération[31] ; une connexion excessive aux réseaux sociaux et aux outils numériques consomme une part croissante de notre énergie vitale, empiétant sur la vie de couple, de famille et sociale. Certaines personnes cherchent donc à reprendre le contrôle sur leur relation au numérique ;
- le besoin de recentrer ses interactions et ses relations sociales dans le monde hors ligne (ex. : une étude a conclu que la simple présence visible d'appareils mobiles pendant les conversations peut avoir un effet limitant sur le sentiment de connexion ressenti entre les personnes impliquées dans la conversation, ainsi que sur la qualité globale de la conversation)[32] ;
- le besoin de se reconnecter à la nature ;
- le besoin de se reconnecter à soi-même et au monde, en pleine conscience ;
- le souhait d'améliorer sa capacité d'apprentissage, en diminuant les distractions et en réduisant l'incitation à une polyvalence générale et aux activités multitâches[33],[34] ;
- le souhait de trouver plus de plaisir ou d'efficacité au travail. L'engagement numérique constant tend aussi à envahir l'environnement de travail, où il devient alors source de stress, susceptible in fine de réduire la productivité[35]. Certaines caractéristiques de ces technologies, ubiquistes et intrusives, rendent difficile la distinction entre travail, vie personnelle et loisirs, augmentant les moments d'interruption de la pensée au travail. Le caractère multitâche des composants de connexion numérique impacte négativement les capacités d'apprentissage et notamment la mémoire à court terme[36]. L'utilisation de plusieurs périphériques de connexion comme plate-forme d'apprentissage n'est donc pas bénéfique. Une réduction des choix et temps de l'information permet au cerveau de se concentrer davantage sur la qualité de l'information plutôt que de se précipiter sur celle-ci[37]. Une moindre dépendance et le droit à la déconnexion une partie de la journée sont souhaitables pour mieux se concentrer au travail, au profit d'une meilleure productivité et d'un environnement de travail plus agréable.
- Autres raisons : pour des raisons morales, éthiques ou politiques, certaines personnes cherchent à plus ou moins s'abstenir d'utiliser ces technologies. Certaines veulent limiter ou faire cesser les effets de la publicité non désirée, omniprésente et d'autres sollicitations intrusives, ou limiter la violation de leur vie privée, voire le harcèlement en ligne dont elles sont victimes. Certaines expérimentent le jeûne numérique, la diète digitale pour réapprendre l'ennui[38], ou pour des raisons spirituelles[39].

De manière générale, il s'agit souvent d'apprendre à gérer les comportements d'addiction aux technologies numériques, et de dépendance à Internet en particulier.

## Autres avantages de la désintoxication du numérique
- une meilleure santé mentale : un nombre croissant d'études scientifiques montrent que l'obésité informationnelle, et les perturbations incessantes de la pensée causées par les appareils numériques, nuisent au bon fonctionnement du cerveau et à la santé mentale, de la même manière que le sucre et la graisse excessifs, comme d'autres choses qui peuvent faire envie, ne sont pas bons pour nos corps[40] ;
- de meilleures relations humaines : la désintoxication numérique facilite de meilleures relations aux autres, en offrant plus de temps pour la communication face-à-face, une capacité d'attention plus soutenue et d'autres compétences sociales[41] ;
- une meilleure productivité : les appareils et gadgets numériques, supposés faire gagner du temps et de la productivité, sont souvent source de distractions répétées, dont au travail, menant à une moindre performance, une baisse de l'attention, des distractions et souvent à l'échec ;
- une meilleure santé physique : certains outils numériques, trop utilisés, affectent physiquement le corps (pouce, poignet, bras, épaules, ouïe, fatigue oculaire, manque de sommeil, etc.[42]).

Selon un récent rapport[Quand ?], la majorité des personnes privilégient de rester sans nourriture ni d'autres produits du quotidien, au fait de se trouver démunies de leur appareil mobile, par conséquent la désintoxication numérique n'est pas aussi simple qu'il n'y paraît. Les symptômes comprennent le manque de concentration, un sentiment d'irritation en cas de séparation de son appareil ou lorsque sa batterie est faible, avoir comme premier réflexe de consulter son téléphone portable dès son réveil, en ignorant les personnes physiquement proches pendant l'utilisation de son appareil, et une réduction de la productivité résultant de ce dernier.

## Comment se désintoxiquer?
Dans nos civilisations et ère de plus en plus numériques et dématérialisées, un nombre croissant de personnes et d'organisations cherchent à retrouver un équilibre, parfois avec l'aide d'un psychologue ou psychiatre, d'évènements, de formations, temps de retraits, camps de vacances, prévus pour se réaliser sans smartphones ni d'autres outils numériques. Certains clients d'hôtels payent des centaines de dollars par nuit pour avoir leurs téléphones verrouillés sur place.
La démarche individuelle passe généralement par deux étapes qui impliquent chacune un effort d'auto-discipline, si la dépendance n'est pas trop ancrée, voire par une aide extérieure (suivi et traitement psychologique) :
1. phase d'auto-observation de son utilisation d'Internet, avec observation de ses sentiments, émotions, pensées et comportements, dans ces moments ou lors de moments de non-utilisation, pour ensuite plus efficacement évaluer le degré de dépendance et d'affects (négatifs, notamment). Ce travail intègre une mesure quantitative du temps passé, de la fréquence, des types et contexte d'utilisation de l'Internet.
2. phase d'apprentissage, visant à se réapproprier un usage plus choisi, approprié et sain d'Internet et des outils numériques. Young[Lequel ?], en 1999, recommande de retrouver des habitudes et comportements opposés (plus ancrés dans le monde concret, non dématérialisés) aux moments où l'on se sent le plus dépendant : comme, au réveil, plutôt que de regarder son smartphone, prendre une douche, apprécier un déjeuner, se promener, jardiner, parler avec quelqu'un présent, etc., avant de se connecter. Des alarmes externes permettent aussi d'auto-limiter son temps de connexion. Les objectifs de désintoxication doivent être progressifs et réalistes, et surtout viser les applications ou usages problématiques, en veillant à utiliser le temps ainsi gagné pour des activités alternatives plaisantes, par exemple à caractère social, culturel et de loisir.

Il existe des applications (ex. : Smartphone Offtime, GPS for the soul [« GPS pour l'âme »]) visant à contribuer à une désintoxication numérique, au profit d'un équilibre numérique quotidien.
Des écoles et universités ouvrent des plateformes d'aide aux étudiants contre la cyberdépendance, comme l'université de Laval au Canada.

## Efficacité, intérêt
Des études (souvent faites sur un nombre de personnes trop bas pour être représentatif) montrent l'intérêt d'un décrochage du numérique. Ainsi, certaines de 2021[Lesquelles ?] montrent que les étudiants ayant suivi une « cure de désintoxication des réseaux sociaux » ont signalé des changements positifs dans leur humeur, leur sommeil, avec moins d'anxiété. 
Une autre étude a conclu que les femmes ayant quitté Instagram se disent plus satisfaites de leur vie et ressentent plus d'effets positifs que les femmes du groupe restées sur l'application.

## Règlementation
Depuis le début du XXIe siècle, des lois et règlementations commencent à s'intéresser à la question de la dépendance au smartphone, au numérique, aux réseaux sociaux et plus largement à l'internet public, ainsi qu'aux usages dits « problématiques » d’Internet (PUI[pourquoi ?]). Cette enquête internationale est réalisée sur la base des lois et règlements de chaque pays, avec l’addiction à Internet ou PUI comme champ d’application direct ou indirect.
Début 2020, deux chercheurs ont compilé les textes existants dans le monde, trouvant en tout 66 lois ou règlementations visant à réduire les addictions à Internet, votées dans une cinquantaine de pays et ciblant plusieurs catégories de parties prenantes.